# Deltona
Deltona est une ville située dans le comté de Volusia dans l’État de Floride, aux États-Unis.

## Démographie
| 1970  | 1980   | 1990   | 2000   | 2010   | - |
| ----- | ------ | ------ | ------ | ------ | - |
| 4 868 | 15 710 | 50 828 | 69 543 | 85 182 | - |

## Source
- (en) Cet article est partiellement ou en totalité issu de l’article de Wikipédia en anglais intitulé « Deltona, Florida » (voir la liste des auteurs).